# Leodokos (Argonaut)
Leodokos (altgriechisch Λεωδόκος, auch Laodokos Λαόδοκος) ist der Name einer Figur der griechischen Mythologie.
Er war der Sohn von Bias und Pero, der Tochter des Neleus. Gemeinsam mit seinen Brüdern Talaos und Areios nahm er an der Fahrt der Argonauten teil.